# Cucullia notodontina
Cucullia notodontina là một loài bướm đêm trong họ Noctuidae.